# UNICEF
Az UNICEF az ENSZ Gyermekalapja, melyet az ENSZ Közgyűlése 1946-ban hozott létre, hogy segítsen a II. világháború utáni Európában fagyoskodó, éhező és beteg gyerekeken, ételt, ruhát és gyógyszert juttasson el hozzájuk. Az UNICEF ma az ENSZ szakosított szervezete, tevékenységét 1965-ben Nobel-békedíjjal ismerték el.

## Története
Az ENSZ Közgyűlése az alapot ideiglenes jelleggel hozta létre 1946. december 11-én. Mivel a II. világháború után az európai gyerekek éhínséggel és betegségekkel küzdöttek, az UNICEF legfőbb célja az élelmiszer, a ruházat és az egészségügyi ellátás biztosítása volt. Az UNICEF alapítójaként Ludwik Rajchman lengyel orvost tekintik, aki 1946-tól töltötte be az első elnöki posztot. 
1953. október 6-án egy újabb határozattal az UNICEF nevét United Nations Children's Fundra változtatták, egyben az ENSZ állandó segédszervévé tették. Az UNICEF sikeres globális kampányt indított a frambőzia ellen, amely több millió gyermeket érintett, és amely penicillinnel gyógyítható. 1954-ben Danny Kaye, amerikai színész az UNICEF első jószolgálati nagykövete lett. Az UNICEF ázsiai munkájáról szóló filmjét (Assignment Children) több mint száz millióan látták. Az ENSZ Közgyűlése 1959-ben elfogadta a Gyermekek jogairól szóló nyilatkozatot, amely meghatározza a gyermekek védelemhez, oktatáshoz, egészségügyi ellátáshoz, megfelelő lakhatáshoz és táplálkozáshoz való jogát.
A több mint egy évtizedes egészségügyi munka után az UNICEF kiterjesztette működését, figyelembe véve a világ gyermekeinek szükségleteit. 1961-ben elkezdett az oktatással foglalkozni, kezdve a tanári képzések és az osztálytermi felszerelések támogatásával az újonnan függetlenné vált országokban. 1965-ben az UNICEF Nobel béke-díjat kapott a „nemzetek közötti testvériség előmozdításáért”. 1979-ben a Gyermekek Nemzetközi Évében a világ nemzetei és a szervezetei megerősítették elkötelezettségüket a gyermekek jogai iránt.
1981-ben az Egészségügyi Világszervezet Közgyűlése elfogadta az anyatej-helyettesítő anyagok forgalmazásának nemzetközi kódexét, amellyel a szoptatást kívánták népszerűsíteni, és ezáltal csökkenteni a csecsemőkorban fellépő egészségügyi kockázatokat. Az UNICEF 1982-ben célul tűzte ki, hogy minden évben több millió gyermek életét mentik meg. A „forradalom” négy egyszerű és megfizethető technológián alapult: a fejlődés és növekedés nyomon követése, a szájon át történő folyadékpótlás, az anyatej és az immunizáció. Az UNICEF 1987-es korszakalkotó tanulmánya (Adjustment with a Human Face) globális vitát indított arról, hogy miként lehet megvédeni a gyermekeket és a nőket a szegény államok adósságának lecsökkentésére hozott gazdasági kiigazítások és reformok ártalmas következményeitől.
A Gyermek jogairól szóló egyezményt az ENSZ Közgyűlése 1989-ben fogadta el, és 1990 szeptemberében lépett életbe. A történelem legszélesebb körben és leggyorsabban elfogadott emberi jogi egyezménye lett. Abban az évben egy példátlan világtalálkozó került megrendezésre New York városában, ahol az állam- és kormányfők tízéves célokat tűztek ki maguk elé a gyerekek egészségével, táplálkozásával és oktatásával kapcsolatban. Az UNICEF által támogatott 1996-os tanulmányban (Machel Report: The Impact of Armed Conflict on Children) a háború gyerekekre okozott káros hatásaira hívták fel a figyelmet. 1998-ban az ENSZ Biztonsági Tanácsának a gyerekek és a háború kapcsolatáról szóló nyilvános vitája során egyértelművé vált a nemzetközi aggodalom a háború gyerekre gyakorolt súlyos hatása miatt.
2001-ben elindult az UNICEF „Mondj igent a gyermekekért!” kampánya. A Globális Mozgalom a Gyermekekért program által, emberek milliói kötelezték el magukat a gyerekek életének javítása mellett. 2002-ben egy mérföldkőnek számító különleges ülést tartottak az ENSZ Közgyűlésben. Ennek célja az volt, hogy felülvizsgálják, milyen előrelépések történtek az 1990-es Világtalálkozó óta, és hogy újra kifejezzék elkötelezettségüket a gyermekjogok mellett. Ez volt az első, kizárólag gyermekeknek címzett ülés, és az első értekezlet, amelyben a gyerekek, mint hivatalos delegáltak vettek részt. A következő években a nemek közötti egyenlőség és az anyai egészség támogatása, a HIV / AIDS, a malária és egyéb betegségek elleni küzdelem, a környezeti fenntarthatóság biztosítása és az etnikai és szexuális erőszakkal szembeni kampány került a főszerepbe. 2005 óta az UNICEF célja a globális partnerségek és közösségek támogatása, nevezetesen a gyermekek érdekeivel, valamint a gyermekek fejlődésével és előrehaladásával kapcsolatos ügyek felgyorsítása. Az UNICEF 2006-ban elnyerte az Asztúria hercege díjat.
A 2010-es évek középpontjában a változó világhoz való alkalmazkodás állt. 2012-ben az UNICEF megtartotta a „Globális Együttműködés a Fogyatékossággal Élő Gyermekekért” első fórumát, amely a fogyatékkal élők jogaira jogokra fókuszált, a gyermekközpontú politika és programok kiemelésével. A Gyermek jogairól szóló egyezmény 25. évfordulóját 2014-ben ünnepelte meg az UNICEF, és aktivizálta 2014–2017-es stratégiai tervét, amely hangsúlyozza minden gyermek – de különösen a leghátrányosabb helyzetű gyermekek – jogait. 2015-re A Millenniumi Fejlődési Célok korszaka véget ért, és a Fenntartható Fejlődési Célok kerültek fókuszba. Mivel a globális migráns- és menekültügyi válság a II. világháború óta nem látott méreteket ért el, 2016 óta az UNICEF megújult erővel támogatja a gyermekek jogait, méltóságát és védelmét.
Az UNICEF-nek a világ több mint 190 országában és régiójában vannak gyermekvédelmi programjai. Az UNICEF csak 2010-ben 290 humanitárius (háború-, természeti katasztrófa) helyzetre reagált 98 országban.
2018. január 1-jén vezetőváltás történt az UNICEF élén: Henrietta Foret-t nevezték ki az UNICEF hetedik ügyvezető igazgatójának. Fore Anthony Lake-et váltja, aki 2017-ben fejezte be második ötéves terminusát az UNICEF ügyvezető igazgatójaként.

## Célkitűzése
Az UNICEF célkitűzése a gyermekek és az ifjúság helyzetének javítása az egészségügy, a táplálkozás, a szociális gondoskodás, az oktatás és a szakképzés területén. Elősegíti a helyi közösségek fejlesztését, erősítését, hangsúlyt fektet a lányok oktatására. Programjai a legszegényebb országok legrászorultabb gyermekeit segítik. Csak az érintett kormányok beleegyezésével nyújt segítséget. Részt vesz – más ENSZ szervezetekkel, például FAO-val, UNDP-vel együtt – a fejlődő országok nemzeti fejlesztési programjaiban. Az UNICEF fennállása óta több gyermekéletet mentett meg, mint bármely más humanitárius szervezet a világon. Tevékenységét csak és kizárólag adományokból tartja fenn. A Gyermekalap államok és magánszemélyek adományait gyűjti. Az adományozásnak több formája lehetséges úgyis, mint egyszeri adományozás, rendszeres (havi) adományozás, vagy az UNICEF ajándéktárgyak vásárlása. A szervezetnek kb. 8 millió adományozója és legalább százezer önkéntese van a világon.
Az UNICEF a gyermekek jogainak szószólója, fontos szerepet játszik a Gyermek Jogairól 1989-ben elfogadott ENSZ egyezmény végrehajtásának ellenőrzésében. Ilyen minőségében jár el Magyarországon is. 2012-ben például a „Gyermek, de joggal” kampánnyal kezdte el a gyerekek jogait népszerűsíteni a szülők és gyerekek körében.

## Jószolgálati nagykövetek
Az UNICEF munkáját jószolgálati nagykövetek támogatják és népszerűsítik. Közülük a legismertebbek Audrey Hepburn és Peter Ustinov voltak. Ma olyan népszerű személyiségek támogatják a szervezet munkáját, mint Roger Federer, Serena Williams, Claudia Schiffer, Roger Moore, Whoopi Goldberg, Susan Sarandon, Mia Farrow, David Beckham, Lionel Messi, a Berlini Filharmonikusok zenészei. 2006-ban az FC Barcelona támogatási szerződést kötött az UNICEF-fel, amit 2012-ben megújítottak. A csapat vállalta, hogy évente 1,5 millió dollárral támogatja az UNICEF gyermekvédelmi programjait. Emellett a labdarúgók az UNICEF logóját viselik mezükön, hogy ezzel is népszerűsítsék a szervezet munkáját.

## UNICEF Nemzeti Bizottságok
A nemzeti bizottságok az UNICEF egyedülálló elemei, amelyek szerves részét képezik az UNICEF globális szervezetének. Jelenleg 34 olyan nemzeti bizottság van a világon, amelyek mindegyike független, helyi önkormányzati szervezetként működik.
Az UNICEF nyilvános arcaként és elkötelezett hangjaként, a nemzeti bizottságok azon dolgoznak fáradhatatlanul, hogy forrásokat szerezzenek a magánszektorból, előmozdítsák és támogassák a gyermekek jogait, és szemléltessék a szegénység, katasztrófák, fegyveres konfliktusok, visszaélések és kizsákmányolás által fenyegetett gyermekek helyzetét.
Az UNICEF kizárólag önkéntes hozzájárulásokból finanszírozott, és a nemzeti bizottságok együttesen az UNICEF éves jövedelmének egyharmadát emelik ki. Ez a vállalatok, a civil társadalmi szervezetek és egyéni adományozók hozzájárulásából származik. Rengeteg különböző partnert – köztük a médiát, a nemzeti és helyi kormányzati tisztviselőket, a civil szervezeteket, szakembereket, például az orvosokat és az ügyvédeket, a vállalatokat, az iskolákat, a fiatalokat és a lakosságot – vonnak össze a gyermekek jogaira vonatkozó fontos kérdésekben.
UNICEF Nemzeti Bizottságok: Amerikai Egyesült Államok, Andorra, Ausztrália, Ausztria, Belgium, Csehország, Dánia, Egyesült Királyság, Finnország, Franciaország, Görögország, Hollandia, Hongkong – Kínai Népköztársaság Különleges Közigazgatású Régiója, Izland, Írország, Izrael, Japán, Kanada, Koreai Köztársaság, Lengyelország, Litvánia, Luxemburg, Magyarország, Németország, Norvégia, Olaszország, Portugália, Románia, Spanyolország, Svájc, Svédország, Szlovákia, Szlovénia, Törökország, Új-Zéland.

## UNICEF Magyarország
Az UNICEF az ENSZ-család tagja. A fejlett országokban nemzeti bizottságok találhatóak. A nemzeti bizottságok független helyi civil szervezetek, melynek formális kapcsolata az UNICEF-fel egy együttműködési megállapodáson alapul. A megállapodás a bizottságokat az UNICEF egyedüli képviselőjeként ismeri el az egyes országokban. Az UNICEF-nek 34 nemzeti bizottsága van, többek között például az UNICEF Magyar Bizottság Alapítvány.
Az UNICEF Magyar Bizottság Alapítvány az UNICEF hazai képviselőjeként adományokat gyűjt az UNICEF gyermekvédő programjaihoz, és küzd a gyermekjogok hazai érvényesüléséért. Magyarországon nemzeti bizottság, nem pedig programiroda található, azaz helyi humanitárius programot nem folytat az alapítvány.t

### Történet
Az UNICEF 1946-ban lépett először kapcsolatba Magyarországgal, amikor a II. világháború után élelemmel, egészségügyi ellátással segítette országunkat. Tejport, ruhát és penicillint szállított az iskoláknak, a kórházaknak és különböző gyermekintézményeknek, malária és vérhas elleni kampányokat szervezett. Az irodát azonban 1949-ben politikai okokból bezáratta az akkori kormány, kijelentve, hogy nincs többé az UNICEF segítségére rászorulva.
1975-ben a Magyar ENSZ Társaság tagszervezeteként alakult meg az UNICEF Magyar Nemzeti Bizottsága, mely azóta több szervezeti átalakulást is megért. 2011-ben UNICEF Magyar Bizottság Alapítvány néven alakult újjá, mely egy bejegyzett jótékonysági és civil szervezet, amelyet a saját vezetősége irányít.
Az UNICEF Magyar Bizottság Alapítvány kuratóriuma új ügyvezetőt nevezett ki a szervezet élére 2017-ben. A több mint három év után távozó Danks Emesét Mészáros Antónia váltotta, aki 2017. augusztus 15-től tölti be az ügyvezető igazgatói pozíciót.

### Küldetés
Az UNICEF az ENSZ Közgyűlésétől kapta megbízását azért, hogy támogassa a gyermekek jogainak védelmét, segítse alapvető szükségleteik elérését és, hogy kiterjessze lehetőségeiket a bennük rejlő képességek felszínre hozása érdekében.
Az UNICEF tevékenységének iránymutatója a Gyermekjogi egyezmény. A szervezet azért küzd, hogy megteremtse a gyermekek jogait, kiállva a gyermekekkel szembeni etikus elvekért és nemzetközi standardokért.
Az UNICEF hisz abban, hogy a gyermekek túléléshez, védelemhez és fejlődéshez való jogai egyetemes követelmények, amelyek az emberi fejlődés nélkülözhetetlen részét képezik.
Az UNICEF mozgósítja a politikai akaratot és az anyagi forrásokat azért, hogy segítse a világ országait, különös tekintettel a fejlődő országokra, annak érdekében, hogy biztosítsák a gyermekek elsőbbségét, és hogy megteremthessék a lehetőségeiket a megfelelő politika irányvonalak kialakítására és szolgáltatásokat nyújtsanak a gyermekek és családjaik számára.
Az UNICEF elkötelezett amellett, hogy a leghátrányosabb helyzetű gyermekeknek speciális védelmet biztosítson – háborús helyzetek, természeti katasztrófák, minden nemű agresszió vagy kizsákmányolás áldozatainak –, valamint azoknak, akik rendkívüli szegénységben vagy fogyatékossággal élnek.
Az UNICEF fellép a szükségállapotokban, azért, hogy a gyermekek jogait megvédje. Az Egyesült Nemzetek Szervezetének partnereivel és más humanitárius szervezetekkel együttműködésben az UNICEF, partnerei számára elérhetővé teszi egyedülálló képességeit a gyors reagálás érdekében, azért, hogy enyhítse a gyermekek szenvedéseit és segítse a gyermekek érdekében munkálkodókat.
Az UNICEF egy pártatlan szervezet, melynek együttműködései mentesek minden fajta megkülönböztetéstől. Bármilyen tevékenységet is végezzen, munkája során mindig a leghátrányosabb helyzetű gyermekek és a legnagyobb szükséget szenvedő országok élveznek elsőbbséget.
Az UNICEF célja, hogy a partnerországokban működő programjai által elősegítse a nők és lányok jogegyenlőségét és, hogy támogassa részvételüket közösségük mind politikai-, társadalmi-, mind pedig gazdasági életében.
Az UNICEF minden egyes partnerével a világ közösségei által elfogadásra került „fenntartható emberi fejlődés” célkitűzéseinek megvalósulásáért dolgozik, és azért, hogy az Egyesült Nemzetek Szervezetének Alapokmányában lefektetett béke és társadalmi fejlődés víziója megvalósuljon.

### Célok és Feladatok
Magyarországon nem programiroda, hanem Nemzeti Bizottság működik. Az UNICEF azokban az országokban tart fenn programokat, ahol magas a gyermekhalandóság és a gyermekek társadalmon belüli aránya, és alacsony az egy főre jutó bruttó nemzeti jövedelem. Az UNICEF olyan országokban nyújt közvetlen segítséget, ahol az adott országnak sem a kormánya, sem a lakossága nem képes segíteni a gyerekeken. Ott dolgozik, ahol a gyerekek már éhen halnak, ahol nincsenek iskolák, ott oszt oltást, ahol a legalapvetőbb oltások is hiányoznak.
A Magyar Bizottság elsődleges feladata az adományszervezés. Egyéni, vállalati adományokon keresztül támogatja az UNICEF nemzetközi humanitárius és fejlesztési programjait. Az UNICEF kizárólag önkéntes adományokból gazdálkodik, a nemzeti bizottságok együttesen az UNICEF éves bevételének mintegy egyharmadát teszik ki.
Az UNICEF Magyar Bizottság adományszervezésen túl gyermekjogi programot folytat Magyarországon. A gyermekjogok megismerése, tisztelete és védelme érdekében figyelemfelhívó, oktató és érdekérvényesítő munkát végez a Magyar Bizottság Magyarországon. Az UNICEF kutatásokat végez, amelyek segítenek rávilágítani a főbb kihívásokra, és elősegítik a bizonyítékokon alapuló érdekérvényesítő munkát. Az UNICEF központi publikációinak hazai bemutatásával és kommunikációjával elősegíti a hazai a gyermekvédelmi és gyermekjogi érdekérvényesítő munkát. Továbbá a számos program mellett, szakmai partnerekkel és a kormányzattal együttműködve azért dolgoznak, hogy a gyermekek jogai és érdekei bármely témában és ügyben elsőbbséget élvezzenek.

### Programok

#### Ébresztő-óra
Az “Ébresztő-óra” az UNICEF Magyar Bizottság első országos iskolai programja, a Telenor Magyarország támogatásával. Az “Ébresztő-óra” keretében az UNICEF által kiképzett előadók interaktív előadásokat tartanak 4–12. osztályos gyermekeknek. A foglalkozás témái: gyermekjogok, gyermekek helyzete a világban, gyermekekkel szembeni erőszak.
Az „Ébresztő-óra” program célja, hogy növelje a gyermekjogok ismertségét az iskolákban, és az UNICEF gyermekvédő tevékenységének bemutatásával érzékenyítse a gyermekeket a fejlődő világ, a fenntartható fejlődés és a globalizált világ problémái iránt. A program hozzájárul ahhoz, hogy javuljon a gyerekek önértékelése, növeli látókörüket, és fogékonyabbá teszi őket az őket körülvevő és a fejlődő világ problémái iránt. A foglalkozások témája összhangban van a Nemzeti Ifjúsági Stratégia és a Nemzeti Alaptanterv célkitűzéseivel is.
A foglalkozásokat külön erre a célra felkészített önkéntes előadók tartják. Az Ébresztő-óra előadók hálózata két szintű: trénerekből és előadókból áll. A trénerek feladata egyrészt az előadók képzése és mentorálása, másrészt maguk is foglalkozásokat tartanak iskolákban. Az Ébresztő-óra trénerei gyermekjogi, szociális, humanitárius vagy ismeretterjesztési területen már tapasztalatokkal rendelkező lelkes önkéntesekből áll, köztük van például D. Tóth Kriszta UNICEF Nagykövet. A program elindulása óta, több, mint 14.000 gyereket sikerült közvetlenül elérni.
Híres Ébresztő-óra önkéntesek:
- D. Tóth Kriszta, UNICEF Nagykövet
- Szabó Kimmel Tamás, Junior Prima díjas színész
- Dr. Molnár Tamás, olimpikon vízilabdázó
- Azurák Csaba, riporter, műsorvezető
- Vastag Tamás, énekes
- Görbicz Anita, kézilabdázó
- Tenki Réka, Nemzeti Színház színésznője

#### UNICEF Gyerekbarát Település
Az „UNICEF Gyerekbarát Település” olyan helyi irányítási rendszer, modell és jó gyakorlat kialakítását tűzi ki célul, amely a Magyarországon 1991 óta hatályos ENSZ Gyermekjogi egyezményen alapulva, kötelezettséget vállal a gyermekek kiemelt és fokozott védelmére és a gyermekek jogainak tiszteletben tartására.
Az eredetileg „Gyermekbarát Városok” (Child Friendly Cities) néven megszületett koncepció minden olyan közösségben kifejleszthető és alkalmazható, ahol gyermekek élnek. A mára globálissá vált programot 1996-ban indították Európában, s azóta számos uniós tagállamban (például Franciaországban, Németországban, Spanyolországban, Szlovéniában, Horvátországban) nagy sikerrel indult a helyi önkormányzatok és az adott UNICEF Nemzeti Bizottságokon keresztül.
A program az ENSZ Gyermekjogi egyezmény célkitűzéseit alkalmazza azon a szinten, ahol és amikor a legnagyobb közvetlen hatással lehet a gyermekek életére: helyben.
Az „UNICEF Gyerekbarát Település” a Gyermekjogi egyezmény teljes körű betartásáért dolgozik. Ennek megfelelően garantálja, hogy minden, 18 év alatti fiatal polgára:
- hatással lehessen a települését érintő döntésekre; elmondhassa a véleményét arról, hogy milyen településen szeretne élni;
- hozzáférhessen alapvető szolgáltatásokhoz (egészségügyi-, gyermekjóléti szolgáltatásokhoz és az oktatáshoz);
- tiszta vizet ihasson és higiénikus körülmények között, a kizsákmányolás és az erőszak mindennemű formájától mentesen élhessen;
- biztonságban járhasson települése utcáin;
- szennyezésmentes természeti és épített környezetben élhessen;
- részt vehessen kulturális és közösségi eseményeken és
- egyenrangú polgára lehessen településének, hozzáférjen minden szolgáltatáshoz, származására, vallására, vagyoni helyzetére, nemére és fogyatékosságára való tekintet nélkül.

Az „UNICEF Gyerekbarát Település” elképzelése a jó gyakorlatokon nyugvó keretet és iránymutatást biztosít, amely bármely településnek segítséget nyújt, hogy vezetése, környezete, vállalkozásokkal való kapcsolatai és szolgáltatásai „gyermekbarátabbakká” válhassanak, hogy majd hálózatot alkotva, a körülöttük lévő településeknek is át tudja adni a tudást és a vonatkozó jó gyakorlatot.
A pályázatok elbírálását egy szakértőkből, civil szervezetek képviselőiből álló Értékelő Bizottság végzi, az UNICEF Magyar Bizottság Alapítvány koordinációja mellett.
Évente 3 települési önkormányzat nyerheti el a címet, amelynek ünnepélyes átadására minden év szeptember 20-án, a Gyermekek Világnapján kerül sor. A cím adományozása évente felülvizsgálatra kerül, amennyiben a település nem felel meg a cím elnyeréséhez szükséges kritériumoknak többé, a cím megvonásra kerül az Értékelő Bizottság döntése alapján. A nyertes településekkel az UNICEF Magyar Bizottság Alapítvány támogatási szerződést köt.
Az Elismerő Cím elnyerésekor az önkormányzat pénzbeli támogatást (2 millió forintot) és díszoklevelet kap, valamint az UNICEF Magyar Bizottság Alapítvány honlapján és kommunikációs csatornáin megjelenhet. Kizárólagos jogosultságot szerez továbbá az „UNICEF Gyerekbarát Település” logójának és kommunikációs anyagainak használatára.
Gyerekbarát Települések:
- 2015
  - Cigánd
  - Hódmezővásárhely
  - Óbuda

- 2016
  - Alsómocsolád
  - Bordány
  - Hajdúnánás

- 2017
  - Budaörs
  - Orosháza
  - Zalaegerszeg

#### Szívünk rajta
A „Szívünk rajta” 2014-ben indult a Libri-Bookline Zrt. és az UNICEF Magyar Bizottság közös könyvajánló programjaként. Célja megkönnyíteni a szülők könyvválasztását, hogy gyerekeiknek az életkorukhoz és érdeklődésükhöz legmegfelelőbb könyveket választhassák. A program segít a tájékozódásban, hogy melyik könyv nyújt minőségi és tartalmas szórakozást gyermeknek és szülőnek egyaránt és kiemeli a szakmai csapat szerint kiváló tartalmakat, és ezeknek kiemelt kommunikációs felületeket biztosít.
A Szívünk rajta szakmai csapat a beérkezett ajánlásokat negyedévente elbírálja, és kiválasztja a három kategóriában a (’mesél’, ’segít’, ’fejleszt’) 4-12 éves gyerekeknek szóló könyveket, a ’rád talál’ kategóriában pedig a kamaszoknak szóló kiadványok kapják meg a Szívünk rajta matricát.
Kategóriák:
MESÉL - Egyedi, különleges módon megírt és illusztrált könyvek, melyek életre szóló, meghatározó élményt jelenthetnek. Saját képzeletünk határait feszegetik, és olyan világokba vezetnek minket, amiknek létezését korábban még csak nem is sejtettük.
SEGÍT - Könyvek, melyek felkészítik a szülőket a mindennapi kihívásokra, és segítik a gyermekeket saját problémáik és a számukra különleges vagy nehéz élethelyzetek jobb megértésében.
FEJLESZT - Az olvasást, készségeket, szókincset, speciális nevelési igényt és egyéb készségeket támogató könyvek. Az ilyen könyvek olvasása segítik a gyereket, a rigmusok és mondókák segítik az olvasástanulást, mások a szókincs, számolás fejlődését támogatják.
RÁD TALÁL – Ezek a könyvek képesek érzelmileg bevonni, véleményformálásra késztetni a kamaszt, motiválni és inspirálni őt.
A szakmai bizottság tagjai olyan szakemberek, akik több nézőpontból és hozzáértő módon tudják kiválasztani a legizgalmasabb gyerek- és gyereknevelési könyveket.
Tagok:
Jónásné Bánfi Csilla – könyvtárpedagógia-tanár
Dr. Kádár Annamária – gyerekpszichológus
D. Tóth Kriszta – író, az UNICEF nagykövete
Gyurkó Szilvia – gyermekjogi szakértő
Magyarósi Éva – szobrász, animációs rendező, könyvillusztrátor
Ruff Orsolya – újságíró
Bényei Judit – a MOME egyetemi docense

#### Help-APP
Az UNICEF Magyar Bizottság a világon elsőként fejlesztett ki egy olyan mobiltelefonos alkalmazást, ami erőszak helyzetekben azonnali segítséget nyújt a gyermekeknek. A mobil alkalmazás segít az erőszak helyzetek felismerésében, elkerülésében és kezelésében. Ha a gyermeket bántják, vagy veszélyben van, egyetlen gombnyomással segítséget hívhat, vagy elküldheti GPS koordinátáit. Az alkalmazás segítségével tanácsot kérhet arra is, mit mondjon, vagy mit tegyen a gyermek, ha erőszak érte, vagy segíteni szeretne valakin, akit erőszak ért, tehát az alapvető funkciók mellett (segélyhívó, pánik gomb, helyzetjelzés) a gyermekek elsajátíthatják az erőszakmentes megoldási módokat és rátanulhatnak a konfliktusrendezés pozitív technikáira.
A 2014. évi “Biztonságosabb Internet Nap” rendezvény alkalmából a HelpAPP nyerte el az Év Legjobb Gyermekvédelmi Tartalma különdíjat.

#### Jogsegély
A gyermekek védelme az erőszak valamennyi formájától alapvető jog, amelyet az ENSZ Gyermekjogi egyezménye és a magyar törvények is biztosítanak. 2016 óta lehetőség van felvenni a kapcsolatot szakemberként vagy szülőként, felnőttként az UNICEF Magyar Bizottságával, jogi természetű kérdések esetében vagy a gyerekjogok más módon történő megsértése kapcsán. A Jogsegély szolgáltatásban a gyermekjogi munkatársak mellett az 1897-ben alapított Dr. Szűcs Andrea Ügyvédi Iroda és az ELTE Bibó István Szakkollégiuma dolgozik közösen, akiket külső szakértők is segítenek.

#### A Világ Legnagyobb Tanórája
Az UNICEF és a Globális Célok projekt szervezői először indítottak egy globális tanórai projektet, A Világ Legnagyobb Tanórája címmel. A kezdeményezéshez csatlakozva potenciálisan 500 millió gyerek ismerkedhet meg az ENSZ által meghirdetett Fenntartható Fejlesztési Célokkal, és juthat közelebb ahhoz, hogy részesévé váljon egy fenntarthatóbb jövő építésének. Magyarországon is számos iskola csatlakozott a globális kezdeményezéshez.
Az eseménysorozat magyarországi lebonyolítója az Emberi Erőforrások Minisztériumának felkérésére a PontVelem Okos program szervezője, a PontVelem Nonprofit Kft. A kezdeményezés globális partnere az UNICEF, az ENSZ Gyermekalapja.
A Világ Legnagyobb Tanórája tananyagát és kiegészítő anyagait az ENSZ koordinálásával egy szakértői csapat készíti és a főbb világnyelveken teszik elérhetővé. Magyarra fordítás és lektorálás után az anyag változatlan tartalommal elérhető a részt vevő iskolák számára. Mind a tananyag, mind a kiegészítő anyagok csak online, letölthető formában érhetők el, azok nyomtatása helyben az iskolában történik. A tanóra megtartására a kijelölt hét áll rendelkezésre.

#### Gyermekjogi Civil Koalíció
Az UNICEF Magyar Bizottság Alapítvány kezdeményezésére és közreműködésével 2015. február 13-án megalakult a Gyermekjogi Civil Koalíció.
A szakmai fórum célja a párbeszéd és az aktív együttműködés előmozdítása a gyermekek védelmével és a gyermekjogok érvényesítésével foglalkozó civil szervezetek és szakértők között, valamint a gyermekjogokkal kapcsolatos egységes fogalomrendszer kidolgozása, továbbá az ENSZ Gyermekjogi Bizottsága által, Magyarország számára megfogalmazott ajánlások végrehajtásának és az ENSZ emberi jogi bizottságai számára küldendő következő jelentések előkészületeinek elősegítése.
A koalícióhoz olyan, a gyermekek védelmével és a gyermekjogok érvényesítésével foglalkozó civil szervezetek és szakemberek csatlakoztak, akik az ENSZ Gyermekjogi egyezményének rendelkezéseivel teljes összhangban végzik tevékenységüket, és aktív szerepet vállaltak a szakmai együttműködésben.
A koalíció, illetve a különböző témakörök köré szerveződő munkacsoportok (pl. oktatás, gyermekvédelem, fogyatékosság, gyermekekkel szembeni erőszak, nemzetközi advocacy) találkozókat tartanak, amelyek alkalmával szakmai kérdésekről tárgyalnak, egyeztetnek.

#### 1%-os kampány
Az UNICEF Magyar Bizottság 1%-os kampánya minden évben a gyermekekkel szembeni erőszak felhívásáról szól. Az UNICEF gyermekbántalmazás elleni kampánya egy olyan jobb világ felé tett első lépés, ahol a gyermekek igazi gyermekként élhetnek, védelemben és elfogadásban.
Az, hogy az erőszak általánosan jelen van, legyen az fizikai, lelki, szexuális, iskolai vagy cyberbántalmazás, nem jelenti azt, hogy nem számít súlyos jogsértésnek. A kampány segítségével az adományozók támogathatják a gyerekek félelemtől és erőszaktól, bántalmazástól és kizsákmányolástól mentes, szabad élethez való alapvető jogát. Az 1%-os felajánlók a Magyar Bizottság gyermekjogi figyelemfelkeltő és oktatási programjait segíthetik.
Az erőszakmentes gyermekkor megteremtése sok összetevőből áll, ezért az UNICEF programjai is sokféle módon segítik a problémát.
Mit tesz az UNICEF az erőszakmentes gyermekkorért?
·        HelpApp nevű mobil applikáció ingyenesen elérhető, hogy a segítség „kéznél legyen” ha egy gyermek bajban érzi magát; az app célja, hogy minél több gyerekhez eljusson;
·        2017-ig mintegy 14.000 fő gyereket ért el iskolai Ébresztő-óra programmal, ahol kiemelt téma a bántalmazás, és hangsúlyos a gyermekjog-tudatosító munka;
·        Kutatások végzése mind a gyermekek, mind a felnőttek- és gyermekekkel foglalkozó szakemberek között, hogy aztán a tapasztalatokat minél szélesebb körben meg lehessen osztani;
·        Szakemberek képzése és ajánlások adása gyermekekkel foglalkozó szakembereknek pl. edzőknek.
·        Az internetes „Jogsegély” szolgálatot beindítása;
·        Internetes közösség szervezése, ahol szülők, szakemberek kaphatnak hasznos információkat a pozitív szülőségről.

#### Cyberbullying Kampány
Az UNICEF Magyar Bizottság Alapítvány a 2017-es évtől kiemelt figyelmet fordít a cyberbullying kezelésére és megelőzésére. Az Alapítvány célja, hogy felhívja a figyelmet az online zaklatás jelenlétére, súlyosságára, és hogy segítsen a gyerekeknek, szülőknek és pedagógusoknak abban, hogy miképpen tudják kezelni vagy megelőzni az internetes bántalmazást. A 2017-ben befolyt 1%-os felajánlásokból erre a problémára fog az UNICEF koncentrálni.
Az intézmény számos szemléletformáló anyagot készít a gyerekeknek, még több információt oszt meg a HelpAPP alkalmazáson keresztül. Tájékoztatókkal segít eligazodni a szülőknek az online térben, bemutatja, milyen oldalakat, alkalmazásokat használnak a gyerekek, és mi történik ott, továbbá segít abban, hogy milyen technikákkal, milyen kérdésekkel lehet beszélgetni a gyerekekkel az internethasználatról, úgy, hogy azzal a szülő és a gyermek közti bizalom megmaradjon és tovább épüljön. Segít a pedagógusoknak is, jó gyakorlatokat, óravázlatokat oszt meg, amelyek segítségével osztályon belül tudják kezelni a konfliktusokat, és továbbra is rendelkezésre áll Ébresztő-óra program, speciális, online zaklatással kapcsolatos órával.

#### Együttműködés a Bravo magazinnal
A 25. születésnapját ünneplő, megújult Bravo magazin Real Life rovata az UNICEF Magyarország együttműködésével készül. A társadalmi felelősségvállalás jegyében minden hónapban egy-egy aktuális témát dolgoz fel az UNICEF, megszólítva a tinédzsereket. A magazinban decemberig olvashatóak az UNICEF által írt cikkek.

#### UNICEF Gyerekhang
November 20-a a Gyerekek Világnapja. Egy mókás nap komoly üzenettel, amikor a gyerekek átveszik a felnőttek szerepeit a médiában, üzleti életben, sportban, hogy felhívják a figyelmet a gyerekek jogainak fontosságára. 
2017 novemberében számos magyar helyszínen adták át a terepet a gyerekeknek – a médiában, az államigazgatásban, országos intézményeknél, színházakban, nagykövetségeken, nagyvállalatoknál és a sport területén is.

## Magyar UNICEF Nagykövetek
Az UNICEF munkáját jószolgálati nagykövetek támogatják és népszerűsítik.
Nagykövetek:
- D. Tóth Kriszta (2014)
- Nemzeti Szimfonikus Zenekar (2006)
- Halász Judit (2003)
- Presser Gábor (2003)

Sportnagykövetek:
- Risztov Éva (2016)
- Erdei Zsolt (2016)
- Tóth Tamás (2016)
- Kovács Ágnes (2010)

A fiatal nagykövet pozíciót az UNICEF Magyarország 2015-ben hozta létre azzal a céllal, hogy biztosítsa az ENSZ Gyermekjogi Egyezmény szellemében a gyermekek részvételét munkájában, bekapcsolódjon az UNICEF programjainak népszerűsítésébe és képviselje a gyerekjogi programokban az érintettek érdekeit.
- Bársony Anna
- Berényi Gergő
- Cseperkáló Csenge
- Diallo-Szabó Jázmin
- Galambos Anna
- Gyurkovics Kornél
- Joob Klára
- Kapai Ramóna
- Karsai Vivien
- Lehoczky Tamara
- Ormai Anna
- Pege Gyula
- Szász Anna Dorottya
- Szirtes Marcell
- Torgyik Éva
- Vecsernyés Panka